# Jean XVI
Jean XVI, né Giovanni Philàgathos et appelé par les chroniqueurs latins[Qui ?] Piligato ou Filagatto, est antipape de février 997 à mai 998. Il meurt le 26 août 1001.

## Biographie
Né à Rossano, dans les territoires byzantins au sud de la péninsule italienne, il est chapelain de l'impératrice du Saint-Empire Théophano Skleraina, impératrice consort de l'empereur Otton II (973–983), venue de Constantinople. Il est deux fois chancelier impérial en Italie pour Otton II, entre 980 et 982, où il est nommé abbé de Nonantola, et entre 991 et 992. Entre ses séjours en Italie, il est nommé tuteur du fils de l'empereur âgé de sept ans, futur Otton III, en 987. Par l'entremise de l'impératrice, il est nommé archevêque de Plaisance, et est envoyé à Constantinople afin d'accompagner une princesse byzantine pour le jeune Otton. Après la mort de l'empereur Otton II, l'empereur du Saint-Empire Otton III (983–1002) vient en aide au pape Jean XV (985–996) en 996, afin de mater la rébellion d'une faction dirigée par le riche et puissant noble romain Crescentius le Jeune. Otton III s'arrête à Pavie afin de se faire acclamer Roi de Lombardie, mais échoue à rejoindre Rome avant la mort du pape. Une fois à Rome, Otton III pousse à l'élection de son cousin Brunon de Carinthie comme pape Grégoire V (996–999), et le nouveau pontife couronne Otton III empereur le 21 mai 996.
Une fois Otton III reparti vers la Germanie, la faction menée par Crescentius le Jeune dépose Grégoire V par la violence et, avec le soutien actif de l'empereur d'Orient, Basile II, proclame Giovanni Philàgathos comme pape sous le nom de Jean XVI (997–998). Un synode des évêques d'Occident se tient en 997 dans la capitale impériale d'Italie, Pavie, qui se prononce en faveur de Grégoire V et excommunie Jean XVI.
La révolte de Crescentius le Jeune est définitivement écrasée par Otton III, qui marche une fois de plus sur Rome, en février 998. Jean XVI s'enfuit, mais les troupes impériales le pourchassent puis le capturent, lui coupent le nez et les oreilles, lui arrachent la langue et l'aveuglent, l'empêchant ainsi d'écrire, et l'humilient publiquement devant Otton III et Grégoire V, avant de l'enfermer dans un monastère romain. Jean XVI est par la suite envoyé dans le monastère de Fulda, en Germanie, où il meurt le 26 août 1001 (ou 1013, selon certaines sources). 
Le consentement de Giovanni à son investiture pontificale contre l'élection de Grégoire peut être perçue comme une manipulation dans le cadre des complots politiques permanents de la noblesse romaine contre le pouvoir impérial, accroissant l'influence de Constantinople contre l'hégémonie du pouvoir impérial à Rome, où Grégoire est le premier des pontifes germaniques.